# Jesse B. Thomas

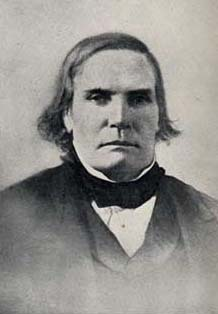
Jesse B. Thomas

Jesse Burgess Thomas (* 1777 in Shepherdstown, Jefferson County, Virginia (heute West Virginia); † 2. Mai 1853 in Mount Vernon, Ohio) war ein amerikanischer Politiker der Demokratisch-Republikanischen Partei. Er war einer der beiden ersten US-Senatoren für den Bundesstaat Illinois.
Jesse Thomas studierte im Mason County in Kentucky die Rechtswissenschaften und arbeitete dort bis 1803 als County Clerk in der Verwaltung. Danach zog er nordwärts nach Lawrenceburg im Indiana-Territorium, wo er als Anwalt arbeitete und 1805 stellvertretender Attorney General des Territoriums wurde. Im selben Jahr zog er als Abgeordneter ins Territorialparlament ein und war bis 1808 dessen Speaker.
Nach dem Rücktritt von Benjamin Parke, der das Territorium als nicht stimmberechtigter Delegierter im Repräsentantenhaus der Vereinigten Staaten vertrat, wurde Thomas zu dessen Nachfolger in Washington, D.C. gewählt. Er nahm sein Mandat vom 22. Oktober 1808 bis zum 3. März 1809 wahr. Danach lebte er in Kaskaskia im Illinois-Territorium, das sich in diesem Jahr vom Indiana-Territorium abspaltete, später in Cahokia und Edwardsville.
In diesem Territorium war Thomas von 1809 bis 1818 Bezirksrichter für dessen nordwestlichen Distrikt. Danach stand er dem Verfassungskonvent für den künftigen Bundesstaat Illinois vor und wurde 1818 nach dem Beitritt zur Union an der Seite von Ninian Edwards zu einem der beiden ersten US-Senatoren von Illinois gewählt. Er war maßgeblich an der Verfassung des Missouri-Kompromisses beteiligt. Nach Beginn seiner zweiten Amtszeit im Jahr 1823 gehörte er zu den Crawford Republicans, der von William Harris Crawford angeführten Faktion der zersplitternden Democratic Republicans; später wurde er ein Anhänger von John Quincy Adams.
Jesse Thomas verzichtete auf die Kandidatur für eine dritte Amtszeit und schied am 3. März 1829 aus dem Senat aus, in dem er unter anderem Vorsitzender des Committee on Public Lands war. Er beendete seine politische Laufbahn und zog nach Mount Vernon in Ohio, wo er am 2. Mai 1853 durch Suizid starb.